# Quận Doña Ana, New Mexico
Quận Doña Ana là một quận thuộc tiểu bang New Mexico, Hoa Kỳ. Quận này có diện tích 9881 km², dân số theo điều tra năm  2000 của Cục điều tra dân số Hoa Kỳ là 174.682 người 2. Quận lỵ đóng tại thành phố Las Cruces6.

## Địa lý
Theo Cục điều tra dân số Hoa Kỳ, quận có diện tích 3815 km2, trong đó có 18 km2 là diện tích mặt nước.